# Болница манастира Богородице Ратечке
Болница манастира Свете Богородице Ратечке била је једна од средњовековних манастирских болница српске православне цркве која је служила као склониште за изнемогле и оболеле од хроничних болести.  

## Историја
Манастира Свете Богородице Ратечке смештена на морском рту између данашњих приморских насеља Бара и Сутомора током више од два века налазила се у средњем веку опатија посвећена Богородици, познатој као Ратац или Богородица Ратачка. Манстир је припадао римокатоличком црквеном реду бенедиктинаца.
Бенедиктински ред се веома брзо током раног средњег века ширио и у Далмацију, међу Јужне Словене, а своје трагове имао је и у српским приморском земљама средњег века. Нека предања везују манастире по Далмацији за доба владавине византијског цара Јустинијана I (527-565) који је био савременик оснивача бенедиктинског реда (Светог) Бенедикта из Нурсије. Далмација и Хрватска су током целог средњег века били простор где су бенедиктинци ширили своју делатност, наравно, заједно и са другим црквеним редовима. Исто тако, бенедиктинци су веома заслужни и за ширење глагољаштва.
Што се тиче прецизнијих података о доласку бенедиктинаца на подручја насељена Србима, они се могу у изворима (како писаним, тако и археолошким, односно материјалним) пратити сигурније од краја 9. века. У том периоду је, судећи према датовању остатака на локалитетима, саграђен немали број цркава на приморју, што је сигурно дало замаха и бенедиктинцима да се населе на обалама Јадрана. Дукљански владари, посебно краљ Михаило и његов син Константин Бодин, изгледа да су имали благонаклон став према бенедиктинцима, те да се њихова делатност ширила Дукљом у време владавине Војислављевића, а и сами владари су бивали сахрањивани у цркви Светог Сергија и Вакха.
Почев од цркве Светог Арханђела Михаила у Стону (на Превлаци) па надаље, у српским земљама на приморју постојао је низ бенедиктинских манастира. О њима су изворни подаци различити, о појединима се зна нешто више, док неки извори дају веома скроман корпус информација. Бенедиктинаца је било и у кључним приморским градови-ма Дубровнику и Котору, али и дуж приморја, у Перасту и другим градовима, насељима где је било римокатоличког живља на обалама Јадрана.
У средњовековним српским земљама најзначајнија бенедиктинска опатија била је Богородица Ратачка, односно Света Марија од Ратца. На месту овог каснијег бенедиктинскога самостана најпре се налазила једнобродна црква подигнута вероватно у првим деценијама 9. века. Ова црква је у почетку била посвећена Светом Арханђелу Михаилу и могуће је да је градитељ цркве Светог Луке у Котору имао наведену цркву као узор. Занимљиво, да иако се у стручним круговима назива редовно Богородица Ратачка или Света Марија на Ратцу, изгледа да је ипак дуги низ година остала посвећена Светом Арханђелу Михаилу.
Иако је манастира  Свете Богородице Ратачке био бенедиктински манастир, у њему је према Повеља краља Милутина  (1282-1321) од 15. марта 1306. године, издатој у Котору српски краљ потврђује поседе које је његова мајка краљица Јелена даровала овом бенедиктинском самостану на приморју. Краљица Јелена Анђео (Анжујска), била је пореклом римокатолкиња и свесрдно је помагала бенедиктинске, али и фрањевачке манастире у приморју, борећи се и за оснивање нове бискупије, те у оквиру тих настојања водила је преписке и са папством. У контексту тог деловања богато је подржавала и Ратац. У овој Милутиновој повељи, односно потврди даровнице краљице Јелене, по први пут се види да је уместо Светом Михаилу, опатија била посвећена Светој Марији, односно Богородици. Интересантно је да су поред римокатоличких прелата, као сведоци ове повеље, наведени и православни епископи Зете и Хума, као и дед Мирослав из цркве босанске уз неколико световних великодостојника.
Српски владари који су показали дарежљивост и старање о болеснима, сиромасима и особама са инвалидитетом, које се са ове дистанце може тумачити економским богатством земље, али и дубоким верским убеђењима (страхом од страшног суда и дубокаинтерсеованости за будућност своје душе).  
Иако је у средњем веку манастир Ратац био у саставу српске државе  у њему је радила манастирска  болница или склониште за изнемогле и оболеле од хроничних болести. 
Према мишљењу неких српских историчара медицине, претпоставља се да је основана пре хиландарске болнице, јер је медицина у српској средњовековној држави била прожета јаким утицајем цркве, „која беше ставила у дужност српским владаоцима и свештенству да се стара о болесниицима али и беднима и сиромашнима.
Као и другим манастирима у средњем веку, и манстиру Ратац,  монаси су уз манастирски комплекс основали  болницу, али и место где су свраћали путници и други важни посетиоци. Опатија је имала и хоспициј, односно гостопримницу и конак, а још из Милутинове повеље се сазнаје да је самостан требао бити и прибежиште за старе, убоге и болесне.
Поред хоспиција, постојао је и хоспитал у Богородици Ратачкој, где су се лечили не само болесни монаси веч и сиромашни ходочасници.

## Престанак рада
Почетком новог века опатија је запустела, њени су поседи припали другим православним црквама и манастирима, а активности у манстиру су након више стотина година замрли. Манастир је коначно  напуштен после једне турске пљачке 1532. године, а разорен 1571. у време битке код Лепанта и великих ратова са Османском царевином.